# Балванците
Балванците е село в Северна България. То се намира в община Дряново, област Габрово.

## География
Село Балванците се намира в планински район. 

## История
В книгата "Къде ли не съм строил" със съставител Николай Пенчев се споменават строители от Дряновско, сред които има и майстори от с. Балванците.